# Ziua Internațională a Traducerilor

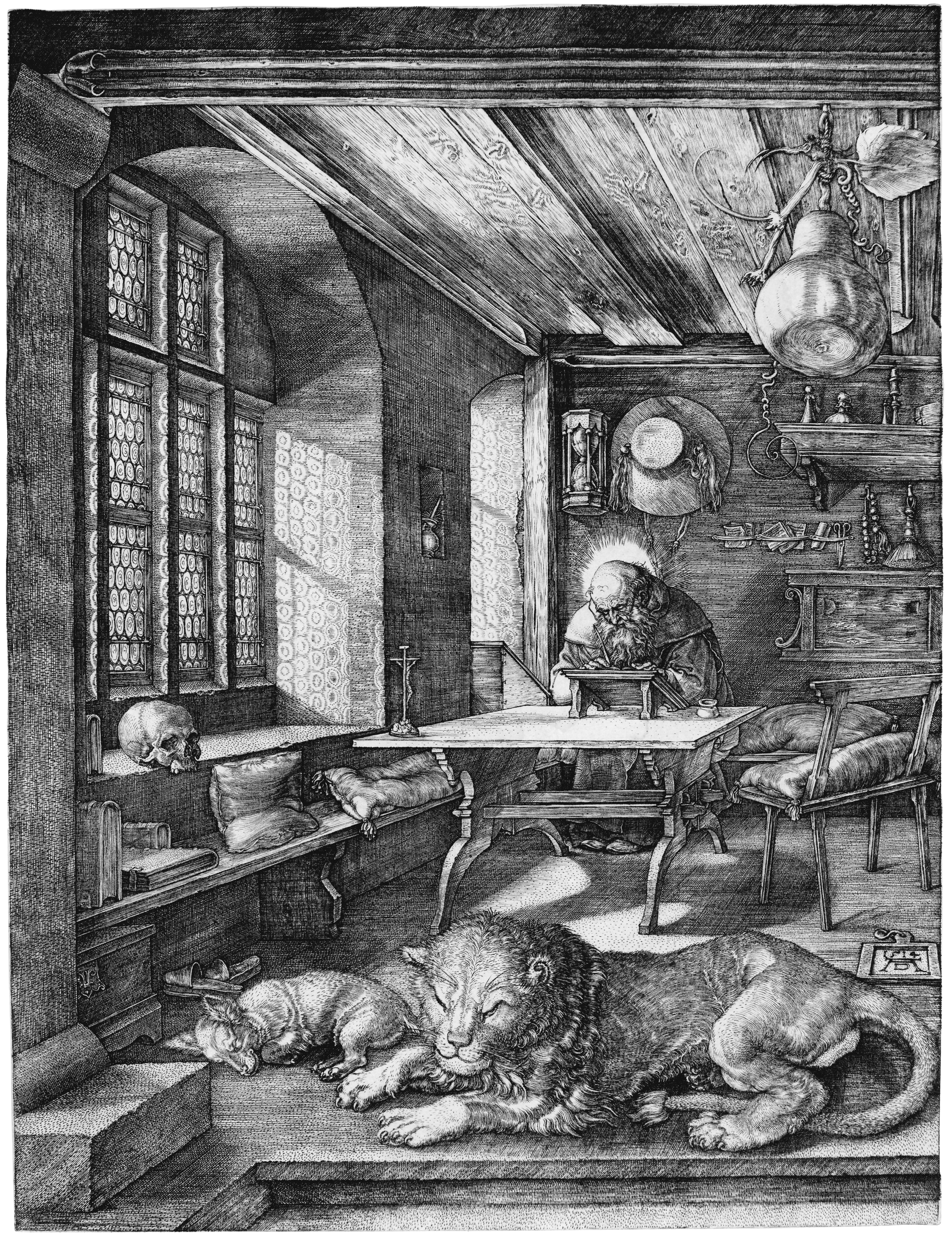
Sfântul Ieronim în scriptoriu, gravură de Albrecht Dürer

Ziua Internațională a Traducerilor a fost inițiată de Federația Internațională a Traducătorilor și lansată în 1953 pentru a sublinia importanța profesiei de traducător și a multilingvismului.
În 1991 Federația Internațională a Traducătorilor (FIT), sub egida UNESCO, a decretat Ziua internațională a traducătorilor și a ales data de 30 septembrie pentru a fi marcată odată cu sărbătoarea din calendarul romano-catolic a Sfântului Ieronim care, în secolul al III-lea, a fost traducătorul „oficial” al Bibliei din limbile ebraică, aramaică și greacă în limba latină. Traducerea sa este cunoscută sub denumirea de Biblia vulgata. UNESCO și ONU cer statelor membre să susțină inițiativa și să protejeze bogăția limbilor de pe planetă pentru că, potrivit Declarației Universale asupra diversității culturale, „diversitatea culturală este tot atât de necesară pentru umanitate cum este biodiversitatea în lumea viețuitoarelor”.
Sfântul Ieronim este considerat protectorul traducătorilor.
Este ocazia de a se arăta mândria de a aparține unei profesii care este din ce mai esențială în era globalizării.